# 四川润楠
四川润楠（学名：Machilus sichuanensis）为樟科润楠属下的一个种。其种加词“sichuanensis”意为“四川的”。